# Nanquim
Nanquim  ou Nanjing (em chinês: 南京ⓘ; romaniz.: Nánjīng (pinyin); Nan-ching (Wade–Giles); lit. Capital do Sul) é a capital da província de Jiangsu, na República Popular da China e a segunda maior cidade da região leste da China, com uma área administrativa de 6 600 km² e uma população total de 8 270 500 em 2016. A área interna de Nanquim, delimitada pela muralha da cidade, é a Cidade Murada de Nanquim (南京 城), com uma área de 55 km², enquanto a Região Metropolitana de Nanquim inclui cidades e áreas circunvizinhas, cobrindo mais de 60 000 km², com uma população de mais de 30 milhões de pessoas. 
Situada na região do Delta do Rio Yangtze, Nanquim ocupa um lugar de destaque na história e na cultura chinesas, tendo sido a capital de várias dinastias, reinos e governos republicanos chineses que datam do século III até 1949 e, portanto, há muito tempo, é um importante centro de cultura, educação, pesquisa, política, economia, redes de transporte e turismo, sendo o lar de um dos maiores portos do mundo. A cidade também é uma das quinze cidades subprovinciais da estrutura administrativa da China, desfrutando de relativa autonomia jurisdicional e econômica.
Nanquim tem muitas universidades e institutos de pesquisa de alta qualidade, com o número de universidades listadas em 100 Universidades Nacionais Principais em terceiro lugar, incluindo a Universidade de Nanquim, que tem uma longa história. A proporção de estudantes universitários em relação à população total ocupa o primeiro lugar entre as grandes cidades do país. Nanquim é um dos três principais centros chineses de pesquisa científica, especialmente forte nas ciências químicas.

## Etimologia
O nome "Nanjing" (em chinês: 南京; romaniz.: Nanjing); significa "capital do sul"; Nan (em chinês: 南; romaniz.: "Nán" (pinyin) ou "Nan" (Wade–Giles); lit. sul) e "jing" (em chinês: 京; romaniz.: "jīng" (pinyin) ou "ching" (Wade–Giles); lit. "capital"), que funciona como uma oposição geográfica a "Pequim", que significa "capital do norte". A cidade também deu o nome a um tipo de tinta usada para pintura, desenho e escrita.

## História
Nanquim é uma das cidades mais importantes da China há mais de mil anos, sendo reconhecida como uma das quatro grandes capitais do país, uma das maiores cidades, desfrutando de prosperidade, apesar das guerras e desastres. Nanquim serviu como capital de Wu Oriental (229–280), um dos três principais estados do período dos Três Reinos; o Jin Oriental e cada uma das dinastias do sul (Liu Song, Qi Oriental, Liang e Chen), que governaram sucessivamente o sul da China entre 317 e 589; o sul de Tang (937–975), um dos dez reinos; a dinastia Ming quando, pela primeira vez, toda a China foi governada a partir da cidade (1368–1421); e a República da China sob o comando do partido Kuomintang (1927–1937, 1946–1949) antes de sua fuga para a Ilha Formosa (Taiwan) com Chiang Kai-Shek durante a Guerra Civil Chinesa. A cidade também serviu como sede do rebelde Reino Celestial Taiping (1853–1864) e do regime fantoche japonês de Wang Jingwei (1940–1945) durante a Segunda Guerra Sino-Japonesa. Sofreu atrocidades graves em ambos os conflitos, incluindo o Massacre de Nanquim.
Nanquim é a capital da província de Jiangsu desde o estabelecimento da República Popular da China. Possui muitos patrimônios importantes, incluindo o Palácio Presidencial e o Mausoléu de Sun Yat-sen. Nanquim é famosa pelas paisagens históricas e naturais, como a Torre de Porcelana, o Lago Xuanwu e a Montanha Púrpura.

## Geografia
Nanquim, com uma área total de 6 598 quilômetros quadrados, está situada em uma das maiores zonas econômicas da China, o delta do Rio Yangtzé. O Rio Yangtzé passa do lado ocidental da cidade, enquanto que o Monte Ningzheng rodeia o norte, o leste e o sul da cidade. Fica a trezentos quilômetros a oeste de Xangai, 1 200 quilômetros ao sul de Pequim e 1 400 quilômetros a leste de Chongqing.

### Clima
Nanquim tem um clima subtropical úmido e está sob a influência da monção da Ásia Oriental. As estações são bem distintas em Nanquim, geralmente com verões quentes e abundância de chuvas durante todo o ano.

## Demografia
De acordo com o quinto censo da República Popular da China, a população total da cidade de Nanquim chegou a 6 240 000 em 2000. As estatísticas em 2008 estimaram a população total em 7 700 000, enquanto a população registrada foi de 6 300 000.

## Política

### Cidades-irmãs
Estas são as cidades irmãs de Nanquim.
- Alsácia, França
- Barranquilla, Colômbia
- Belo Horizonte, Brasil
- Birmingham, Inglaterra
- Bloemfontein, África do Sul
- Daejeon, Coreia do Sul
- Dallas, Estados Unidos
- Eindhoven, Países Baixos
- Florença, Itália
- Hauts-de-Seine, França
- Houston, Estados Unidos
- Leipzig, Alemanha
- Limassol, Chipre
- London, Canadá
- Malaca, Malásia
- Mexicali, México
- Nagoya, Japão
- Perth, Austrália
- St. Louis, Estados Unidos
- Sunderland, Inglaterra